# Charlie Paynter
Charlie Paynter (Swindon, 28 luglio 1879 – Londra, 1º dicembre 1970) è stato un calciatore e allenatore di calcio inglese.

## Biografia
Nato a Swindon, si trasferì con la propria famiglia a Plaistow già da bambino. Durante l'adolescenza sviluppò svariati interessi verso la fisioterapia.

## Carriera

### Giocatore
Dopo aver trascorso i primi anni di carriera in piccole squadre locali, nel 1901 ottenne l'opportunità di potersi mettere in mostra firmando per il West Ham Utd. Tuttavia, con i londinesi non scese mai in campo per gare ufficiali, terminando prematuramente la propria carriera per via di un infortunio al ginocchio rimediato in una gara contro il Woolwich Arsenal.

### Allenatore
Poco dopo il suo ritiro dalle attività agonistiche viene nominato tecnico della formazione riserve del West Ham. Rimase in tale posizione fino al novembre 1932, quando venne nominato tecnico della prima squadra su base permanente, con il compito di sostituire l'esonerato Syd King.
Al momento della sua nomina il club era posizionato all'ultimo posto in classifica e ormai molto vicino alla seconda retrocessione consecutiva. Al termine della stagione, nonostante molte difficoltà, gli Hammers riuscirono comunque a salvarsi per un solo punto, piazzandosi al ventesimo posto.
Le successive due annate furono molto positive per gli uomini di Paynter, che, grazie a prestazioni convincenti, si piazzarono terzi nella campagna 1934-1935 sfiorando la promozione, mancata solo per la differenza reti, e quarti in quella seguente.
Tuttavia, le successive annate furono piuttosto altalenanti e, nell'agosto 1950, Paynter decise di rassegnare le proprie dimissioni.